# Empréstito Hartmont
El Empréstito Hartmont fue el primer préstamo tomado a capitales internacionales hecho por el Estado Dominicano gobernado por Buenaventura Báez. Firmado el 1.º de mayo de 1869 por Edward H. Hartmont, aventurero Británico, presidente de Hartmont Brothers and Co.

## Antecedentes
En 1865, la República Dominicana había luchado su segunda gran guerra en las pocas décadas de su existencia: La Guerra de la Restauración (República Dominicana), la cual había sumido al país en una fuerte crisis financiera, que no fue manejada apropiadamente por los gobiernos de turno, que buscaron desesperadamente fuentes de dinero a cualquier costo. Entre ellas estuvo la toma de dinero prestado, por lo que por primera vez acudieron a préstamos financieros de fuentes extranjeras privadas.

## El Empréstito
El empréstito con Edward H. Hartmont consistió en un desembolso de 420,000 libras esterlinas, equivalentes más o menos a dos millones de dólares, al Estado Dominicano, el cual amortizará 58,900 libras esterlinas al año pagaderas cada 6 meses a un plazo de 25 años, lo que lleva el total de la deuda a 1,472,500 libras esterlinas. La deuda sería representada por emisiones al portador, pudiendo ser colocadas por los señores Hartmont a su mejor discreción. Las comisiones y los intereses fueron exageradamente altos alegando grandes riesgos.
En cambio, el Estado Dominicano ponía como garantía los siguientes puntos:
- Hipotecas sobre activos del Estado
- Control directo de las aduanas en los puertos de Santo Domingo y Puerto Plata garantizándose los ingresos de los que eran los principales puertos del país.
- Garantía sobre la explotación de las Minas de Carbón y los bosques de la península de Samaná.
- Garantía sobre la explotación y derechos de exportación de las reservas de guano de la isla de Alto Velo.

Hartmont solamente entregó a Báez 38,000 mil libras esterlinas. Sin embargo, emitió bonos por encima de la suma total del empréstito con lo que estafó al gobierno dominicano.
Debido a esto, el Senado Dominicano anula el contrato Hartmont el 20 de julio de 1870, aunque éste siguió emitiendo bonos que luego se incorporaron a la deuda dominicana. El total general de la deuda pagada a Hartmont al finalizar las relaciones en 1888 fue de 142,860 libras esterlinas.

## Consecuencias
La crisis financiera generada fue peor que la situación antes de la toma del préstamo.  Este fue el primer préstamo a capitales extranjeros por parte del Estado e iniciaría una feria de préstamos por parte de los siguientes gobiernos, llegando el Gobierno de Lilís a tomar parte de otro préstamo (Empréstito de la Westendorp y Cía. En octubre de 1888) para pagar este primer empréstito.
La situación de la deuda dominicana se agravó a tal magnitud que terminó en la primera Intervención Militar Estadounidense en la República Dominicana en 1916.  Estas deudas acumuladas fueron saldadas en su totalidad en 1946.
La existencia de esta deuda fue una de las razones emitidas por algunos senadores estadounidenses para rechazar la anexión Dominicana a los Estados Unidos, la cual ya había sido aprobada por el congreso Dominicano y por el presidente y el Secretario de Estado norteamericanos.